# Der Bulle von Tölz: Der Mistgabelmord
Der Mistgabelmord ist ein deutscher Fernsehfilm von Walter Bannert aus dem Jahr 1998 nach einem Drehbuch von Franz Xaver Sengmüller. Es ist die 17. Folge der Krimiserie Der Bulle von Tölz mit Ottfried Fischer als Hauptdarsteller in der Rolle des Hauptkommissars Benno Berghammer. Die Erstausstrahlung erfolgte am 17. Mai 1998 auf Sat.1.

## Handlung
In Schwaigham wird Landwirt Ambros Hobelsberger auf seinem Hof zuerst mit einer Mistgabel niedergestochen und dann mit einem Hammer erschlagen.
Dabei fehlt es Hauptkommissar Benno Berghammer und seiner Kollegin Sabrina Lorenz nicht an Verdächtigen: Cora Hobelsberger hat ihren Mann gehasst, weil er sie auf dem in einem kleinen Bauerndorf gelegenen Hof wie eine Gefangene behandelt hat, seit er zweieinhalb Jahre zuvor bei einem Arbeitsunfall seine Manneskraft eingebüßt hat. Dorfcasanova Leo Ganser, der dafür bekannt ist, für ein Abenteuer auch einmal ein Risiko einzugehen, hat schon lange ein Auge auf die attraktive Cora geworfen und hätte deswegen Grund genug, den lästigen Ehemann aus dem Weg zu räumen. Für den Tölzer Baulöwen Toni Ramboldt hätte der Kauf des Hofes und die Anlage eines Golfplatzes satten Gewinn bedeutet, doch Sturkopf Hobelsberger ließ bis zuletzt nicht mit sich verhandeln. Und auch den Hofnachbarn, Martin und Anni Prankl, kommt der Mord sehr gelegen, denn Ramboldt braucht unbedingt beide Höfe, was für die Prankls einen reichen Geldsegen bedeutet.
Am Tatort können nur wenige Beweismittel sichergestellt werden. Der Hammer, mit dem Ambros Hobelsberger erschlagen wurde, bleibt verschwunden, einzig ein Medaillon mit der Widmung „Beste Segenswünsche aus Altötting“ wird gefunden. Die weiteren Ermittlungen gestalten sich ebenfalls träge, so finden die Kommissare u. a. heraus, dass Martin Prankl ein Verhältnis mit einer Bardame hat, während Toni Ramboldt Sabrina Lorenz auf ein Date ausführt und Leo Ganser sich energisch um Cora Hobelsberger bemüht, doch letztendlich können alle Verdächtigen gegenüber der Polizei jeweils Alibis vorweisen.
Erst als der Junkie Ruppert Krenn aus Bad Tölz an einer Spritze mit hochreinem Heroin stirbt, kommt wieder Schwung in den Fall. In seiner Unterkunft finden die Kommissare Sprüche an der Wand, darunter „Beste Segenswünsche aus Altötting“ – derselbe Spruch wie auf dem Medaillon vom Tatort.
Anni Prankl erwischt ihren Mann in flagranti mit Cora Hobelsberger, ohne dass die beiden es merken, und zieht in die Pension von Benno Berghammers Mutter Resi um. Die betrogene Ehefrau meint, sie sei blind gewesen, womöglich bestehe das Verhältnis schon seit Monaten oder gar Jahren. Sie habe zwar nicht verstanden, worüber die beiden sich unterhalten hätten, doch die Situation habe klar darauf hingedeutet, dass sie etwas mit dem Mord zu tun hätten.
Als die Kommissare Martin Prankl und Cora Hobelsberger verhaften wollen, fahren die beiden gerade mit dem Auto los, um die Tatwaffe, den Hammer, in der Isar zu entsorgen – er war vorübergehend im Garten von Cora Hobelsberger vergraben worden. Ein kurzer Fluchtversuch scheitert, Berghammer kann den Hammer auf der Rücksitzbank des Wagens sicherstellen.
Martin Prankl hat den Junkie angeheuert, Cora Hobelsberger hat diesen beauftragt, ihren Mann umzubringen, und Prankl hat dem Junkie das Heroin besorgt, dessen Reinheit zur Überdosierung und damit zu seinem Tod geführt hat.

## Hintergrund
Die Dreharbeiten wurden in Bad Tölz und Spitzingsee durchgeführt; als Schauplatz für die „Pension Resi“ diente das Hollerhaus Irschenhausen.

## Kritik
Die Programmzeitschrift TV Spielfilm schreibt: „Humorige Einlagen und bayerische Devotionalien machen die Krimiserie zum Dauerbrenner.“ Fazit: „Ein rechter Saustall, wie ihn Bullen-Fans lieben.“